# District de Yanta
Le district de Yanta (雁塔区 ; pinyin : Yàntǎ Qū) est une subdivision administrative de la province du Shaanxi en Chine. Il est placé sous la juridiction de la ville sous-provinciale de Xi'an.
C'est dans ce district que se trouve la fameuse Grande pagode de l'Oie sauvage (chinois simplifié : 大雁塔 ; pinyin : Dà Yàn Tǎ).